# 斉藤鉄郎
斉藤 鉄郎（さいとう てつろう、1907年1月29日 - 1980年10月21日）は、昭和時代の労働運動家。国鉄労働組合総連合（国鉄総連合）初代委員長、国鉄労働組合（国労）委員長。初期国鉄労働組合運動の代表的な右派幹部。

## 経歴
宮城県生まれ。宮城県立工業学校卒。1925年国鉄大宮工機部に入職。戦時中は国鉄現業委員会委員を経験。敗戦時は舎監として養成工の指導に従事。国鉄大宮工場で「当局側が戦前の現業委員会の再版としての組合づくりに動いた」のに対抗し、1945年12月に国鉄大宮工機部労働組合を結成し、初代委員長となった。組合結成に際し、養成工指導のため玉川学園でデンマーク体操の研修を受けたときに知り合った末弘厳太郎の指導を受けた。
1946年3月の国鉄労働組合総連合（国鉄総連合）第1回中央大会で初代委員長に選出。直後に全国官公職員労働組合連絡協議会（全官公労協）副委員長に就任するが、8月に脱退。1947年6月国鉄総連合が国鉄労働組合（加藤閲男委員長）に改組。同年10月の国労第2回臨時大会で議長を務め、右派系執行部の提案（片山内閣の1800円ベース受諾）が否決され、執行部が総辞職、右派系代議員が退場すると大会議長として流会を宣言。11月に星加要らと中心になって国鉄労組反共連盟（1948年3月国鉄労組民主化同盟に改称）を結成し、民同運動の口火を切った。1950年7月の第8回大会で国労委員長に選出。1951年5月の国労中央闘争委員会で横山利秋企画部長が提案した平和四原則を盛り込んだ運動方針案が17対17の同数となり、二重投票権を行使、議長裁決で否決。星加要が提案した「愛国労働運動」を主題とした運動方針案も17対17の同数となり、二重投票権を行使、議長裁決で可決した。しかし6月の第10回大会（新潟大会）では、岩井章ら民同左派によって横山案が可決され、星加案は113対292の大差で否決された。新潟大会で委員長を退任。同年9月7日に右派の加藤閲男、星加要、戸田芳夫らとともに国鉄労組民主化同盟（新生民同）を結成し、幹事長に就任。1953年2月全国民主主義労働運動連絡協議会（民労連）幹事。のち埼玉県労働金庫理事長、顧問を務め、1980年に心不全で死去した。

## 備考
1950年1月に社会党が左右両派に分裂した際、右派社会党の中央執行委員に選出された。
1968年の鉄道労働組合（鉄労）結成大会には加藤閲男、星加要、片岡文重（元国労書記長）とともに来賓として招かれている。

## 関連文献
- 有賀宗吉『国鉄の労政と労働運動（上・下）』（交通協力会、1978年）
- 大宮市編『続大宮市史 1 現代資料編』（大宮市、1989年）
- デジタル版 日本人名大辞典+Plusの解説